# Parsix
Parsix GNU/Linux este o distribuție de Linux bazată pe Debian.

## Istoric versiuni
| Versiune | Data lansării | Codename   |
| -------- | ------------- | ---------- |
| 7.0r0    | 2014-11-08    | Nestor     |
| 6.0r1    | 2014-06-25    | Trev       |
| 6.0r0    | 2014-04-26    | Trev       |
| 5.0r1    | 2013-12-25    | Lombardo   |
| 5.0r0    | 2013-08-17    | Lombardo   |
| 4.0r3    | 2013-04-21    | Gloria     |
| 4.0r2    | 2013-02-04    | Gloria     |
| 4.0r1    | 2013-01-01    | Gloria     |
| 4.0r0    | 2012-11-12    | Gloria     |
| 3.7r2a   | 2012-02-20    | Raul       |
| 3.7r2    | 2012-02-11    | Raul       |
| 3.7r1    | 2011-10-09    | Raul       |
| 3.7r0    | 2011-08-14    | Raul       |
| 3.6r2    | 2011-04-02    | Vinnie     |
| 3.6r1    | 2010-12-15    | Vinnie     |
| 3.6r0    | 2010-09-06    | Vinnie     |
| 3.5r0    | 2010-05-31    | Frankie    |
| 3.0r2    | 2010-02-07    | Kev        |
| 3.0r1    | 2009-12-20    | Kev        |
| 3.0r0    | 2009-10-15    | Kev        |
| 2.0r0    | 2009-03-21    | Boss Skua  |
| 1.5r2    | 2008-10-23    | Miss Viola |
| 1.5r1    | 2008-07-30    | Miss Viola |
| 1.5r0    | 2008-06-28    | Miss Viola |
| 1.0r1    | 2008-03-13    | Ramón      |
| 1.0r0    | 2008-01-25    | Ramón      |
| 0.90r2   | 2007-10-04    | Barry      |
| 0.90r1   | 2007-08-16    | Barry      |
| 0.90r0   | 2007-06-17    | Barry      |
| 0.85.1   | 2007-03-01    | --         |
| 0.85     | 2006-12-01    | --         |
| 0.80.1   | 2006-06-19    | --         |
| 0.80     | 2006-06-05    | --         |
| 0.76     | 2006-02-07    | --         |
| 0.75     | 2006-01-17    | --         |
| 0.70     | 2005-11-13    | WSIS 2005  |
| 0.60     | 2005-06-29    | --         |
| 0.50     | 2005-05-02    | --         |
| 0.46     | 2005-03-15    | --         |
| 0.45     | 2005-02-01    | --         |